# Crwn Thy Frnicatr
 (septembre 2017).
Si vous disposez d'ouvrages ou d'articles de référence ou si vous connaissez des sites web de qualité traitant du thème abordé ici, merci de compléter l'article en donnant les références utiles à sa vérifiabilité et en les liant à la section « Notes et références ».
Albums de Psyclon Nine
INRI
(2005) We the Fallen
(2009)
Crwn Thy Frnicatr est le troisième album studio du groupe de metal industriel américain Psyclon Nine, sorti en 2006, en octobre aux États-Unis sous le label Metropolis Records et en novembre en Allemagne par le label NoiTekk.
Sur la pochette de l'album, sont inscrits les mots « All those who stand before me shall be judged » (en français : Tous ceux qui sont devant moi seront jugés).

## Liste des titres
Toutes les chansons sont écrites et composées par Nero Bellum et Josef Heresy (titres 4, 7, 8).
| 1.    | Bellum in Abyssus                     | 1:26 |
| 2.    | Parasitic                             | 4:53 |
| 3.    | Better Than Suicide                   | 5:10 |
| 4.    | Anaesthetic (For the Pathetic)        | 4:02 |
| 5.    | The Room                              | 1:23 |
| 6.    | Flesh Harvest                         | 4:21 |
| 7.    | Scar of the Deceiver                  | 4:03 |
| 8.    | Crwn Thy Frnicatr                     | 4:33 |
| 9.    | Visceral Holocaust                    | 5:11 |
| 10.   | Proficiscor of Terminus Vicis         | 4:01 |
| 11a.  | The Purging (A Revelation of Pain)    | 4:10 |
| 11b.  | Evangelium Di Silenti (morceau caché) | 9:37 |
| 57:35 |                                       |      |

Note
Dans la version américaine (Metropolis Records), Evangelium di Silenti (no 11b) est un morceau caché et non listé qui commence à 8 min 54 s dans le titre The Purging (A Revelation of Pain), après 4 min 44 s de silence, plutôt que d'être une piste distincte.

## Crédits
Membres du groupe
- Nero Bellum : chant
- Filip Abby : batterie
- Josef Heresy, Rotten Rotny : guitares, synthétiseurs

Équipes technique et production
- Production : Da5id Din, Marshall Carnage
- Mixage, mastering : Da5id Din
- Photographie : Diana Phan
- Design, illustrations : Subject: 11